# Félix Boueno
 (avril 2025).
 (avril 2025).
Félix Boueno est un homme politique, économiste et haut fonctionnaire congolais. 
Né le 20 juin 1951 à Brazzaville en République du Congo, il est ministre du Commerce, de la Consommation et des Approvisionnements de la République du Congo de 1997 à 2002, sous la présidence de Denis Sassou-Nguesso.
Après son passage au gouvernement, il occupe plusieurs fonctions stratégiques, notamment celle d’administrateur représentant la République du Congo auprès de la Banque des États de l’Afrique Centrale. Il est également[Quand ?] président du comité de pilotage du Projet de développement agricole et de réhabilitation des pistes rurales au Congo en collaboration avec la Banque mondiale, œuvrant pour le développement du secteur agricole et l’amélioration des infrastructures rurales.